# Скат Смирнова
Скат Смирнова (лат. Bathyraja smirnovi) — вид хрящевых рыб рода глубоководных скатов семейства Arhynchobatidae отряда скатообразных. Обитают в умеренных водах северо-западной части Тихого океана. Встречаются на глубине до 1125 м. Их крупные, уплощённые грудные плавники образуют округлый диск со треугольным рылом. Максимальная зарегистрированная длина 116 см. Откладывают яйца. Рацион состоит из беспозвоночных и костистых рыб. Не являются объектом коммерческого промысла.

## Таксономия
Впервые вид был научно описан в 1915 году. Этих скатов часто путают с прочими глубоководными скатами, распространёнными в ареале. В некоторых источниках этот вид рассматривают как синоним щитоносного ската.

## Ареал
Скаты Смирнова распространены от северной части Японского моря, по всему Охотскому морю вплоть до запада Берингова моря.  В Приморье встречаются в заливе Петра Великого, а также вдоль побережья до Татарского пролива включительно. Встречаются на материковом склоне на глубине до 1125 м.

## Описание
Широкие и плоские грудные плавники этих скатов образуют ромбический диск с широким треугольным рылом и закруглёнными краями. Ширина диска значительно превосходит его длину. На вентральной стороне диска расположены 5 жаберных щелей, ноздри и рот. На хвосте имеются латеральные складки, тянущиеся от его основания. У этих скатов 2 редуцированных спинных плавника и редуцированный хвостовой плавник.  Окраска дорсальной поверхности диска светло-коричневая, вентральная поверхность беловатая. Рыло широкое, не удлинённое. Межглазничное пространство широкое, вогнутое. Кожа гладкая, за исключением нескольких небольших шипиков расположенных вдоль переднего и заднего краёв грудных плавников, на вершине рыла, а также на передней и задней частях краёв орбит. Имеется по три крупных шипа по средней линии диска у самцов и два у самок. Вдоль дорсальной поверхности хвоста пролегает одиночный ряд шипов.
Расстояние между спинными плавниками равно 0,1—1,4 % длины тела. Количество позвонков 118—127. Длина рта составляет 8,3—11,6 % от общей длины.
Максимальная зарегистрированная длина 116 см.

## Биология
Эмбрионы питаются исключительно желтком. Эти скаты откладывают яйца, заключённые в роговую капсулу с твёрдыми «рожками» на концах. Длина капсулы составляет около 12,4—15 см, а ширина 8,7—9 см. Длина новорождённых скатов около 22 см. Самцы и самки достигают половой зрелости при длине 92 см и 100 см.
Рацион скатов Смирнова в основном состоит ракообразных (креветки и крабы), осьминогов и рыб (дальневосточная сардина, сайра, японская ставрида, скорпена).
На скатах Смирнова паразитируют цестоды Grillotia borealis и нематоды Hysterothylacium aduncum и Pseudanisakis rajae.

## Взаимодействие с человеком
Эти скаты не являются объектом целевого лова. Попадаются в качестве прилова при глубоководном промысле морских окуней и палтусов с помощью донных ярусов и тралов. В настоящее время отечественная рыбная промышленность практически не использует скатов, тогда как в Японии и в странах Юго-Восточной Азии они служат объектами специализированного промысла. Крупная печень годится для получения жира. «Крылья» используются в пищу в свежем и сушеном виде. Мясо пригодно для производства сурими. Численность глубоководных скатов в прикамчатских водах достаточно велика. Наиболее эффективным орудием их промысла считаются донные яруса. Согласно данным учѐтных траловых съѐмок в прикамчатских водах (1990—2000 гг.) биомасса скатов рода Bathyraja составляет суммарно 118—120 тыс. тонн. При коэффициенте изъятия в 20 %, величина их потенциального вылова оценивается в 20 тыс. тонн.  Международный союз охраны природы присвоил этому виду охранный статус «Вызывающий наименьшие опасения».